# José Antonio Pontón
José Antonio Pontón Ruiz (Somo, Ribamontán al Mar, 22 de febrero de 1943) fue un ciclista español, que compitió profesionalmente entre 1967 y 1975. De su palmarés destaca las victorias a la Vuelta a Mallorca de 1970 y en la Vuelta en La Rioja de 1972.

## Palmarés
1967
- 1 etapa del Gran Premio Muñecas de Famosa

1968
- 1 etapa en la Vuelta a Navarra

1969
- Vuelta a Toledo

1970
- Vuelta a Mallorca, más 1 etapa

1971
- 1 etapa en la Vuelta a La Rioja

1972
- Vuelta a La Rioja

1974
- 1 etapa en la Vuelta a La Rioja

### Resultados en la Vuelta a España
- 1967. 12.º de la clasificación general
- 1970. 27.º de la clasificación general
- 1974. 21.º de la clasificación general
- 1975. 30.º de la clasificación general

### Resultados en el Tour de Francia
- 1974. Abandona

### Resultados en el Giro de Italia
- 1970. 39.º de la clasificación general